# Tu sei l'unica donna per me
Tu sei l'unica donna per me  è una canzone pop, scritta ed incisa nel 1979 dal cantautore italiano Alan Sorrenti e facente parte dell'album L.A. & N.Y. , nonché canzone vincitrice del Festivalbar di quell'anno.
Il disco, uscito in Italia su etichetta EMI Italiana e prodotto da Jay Graydon, rappresentò un grande successo dell'estate di quell'anno: in Italia, risultò il singolo più venduto dell'anno, rimase in vetta alla classifica praticamente per tutta la durata della stagione (per 14 settimane consecutive, dal 23 giugno al 22 settembre) e nella "Top Ten" per ben 22 settimane consecutive (dal 16 giugno al 10 novembre 1979).
Oltre all'incisione originale di Alan Sorrenti, il brano ha avuto numerose cover, tra cui quella del 2009 di Gianni Morandi.

## Storia

### Il disco nella hit parade italiana
Il disco uscì in Italia il 1º giugno 1979 ed entrò per la prima volta nella "Top Ten" italiana il 16 giugno, piazzandosi al 5º posto.
Già la settimana successiva, il disco balzò al primo posto della hit parade italiana, davanti a Knock on Wood di Amii Stewart e a Il carrozzone di Renato Zero.
Vi rimase fino al 22 settembre. La settimana successiva (16ª consecutiva nella "Top Ten"), dopo 14 settimane consecutive al vertice, fu "scalzato" da "Soli" di Adriano Celentano, scendendo al 2º posto.
Scese quindi al 5º posto il 20 ottobre, al 7° il 27 ottobre e all'8° il 3 novembre.
Fu per l'ultima volta nella "Top Ten" il 10 novembre, quando figurava al 9º posto.

## Testo
Il testo è una dichiarazione d'amore di un uomo per la sua donna: dice che lei è l'unica sua ragione di vita e non le chiede nient'altro che essere ricambiato. E il sentimento è reciproco: lei infatti, ogni mattino, non vorrebbe mai che lui debba andarsene.

## Tracce

### 45 giri (versione 1)
1. Tu sei l'unica donna per me (Alan Sorrenti)    3:49
2. All Day in Love (Steve Kipner)    3:42

### 45 giri (versione 2)
1. Tu sei l'unica donna per me   3:49
2. Tell Me You Love Me   3:48

## Classifiche
| Classifica (1979) | Posizione |
| ----------------- | --------- |
| Austria           | 2         |
| Belgio (Fiandre)  | 23        |
| Germania          | 13        |
| Italia            | 1         |
| Paesi Bassi       | 31        |
| Svizzera          | 1         |

## Cover
Tra i cantanti e gruppi che hanno inciso una cover di Tu sei l'unica donna per me, figurano (in ordine alfabetico):
- Al Bano (nell'album "Mia Italia" del 2004)
- Damichi
- Nino De Angelo (negli album: "Momento italiano" del 2004, Tornerò: Ich komme wieder del 2007 e Ultimative Hit Collection del 2008)
- Rino De Masi
- João Manuel
- Gianni Morandi (nell'album  Canzoni da non perdere  del 2009)
- Orchestra del Sole
- Mario Pizzini
- Franco Rizzo
- The Starlite Singers (in All the Best from Italy del 1995 e 100 Songs from Around the World del 2005)
- Umberto Tozzi
- È cantata da Massimo Ceccherini in Fuochi d'artificio
- Kjære Kristine (cover norvegese dal titolo Contrazt)